# كانسة الألغام (ويندوز)
كانسة الألغام (بالإنجليزية: Minesweeper)، هي لعبة تعتمد على الأرقام من 1 إلى 8 وهي تحدد مكان وجود ألغام القنابل المخبئة في اللوحة، بدأت ظهورها عند إصدار ويندوز 3.0 سنة 1990م.

## طريقة اللعب
طريقة لعب كانسة الألغام هي كالأتي:
1. أول خطوة يتم الضغط على أي مكان أول ضغطة بطريقة عشوائية حتى يتم مسح مكان مناسب من المربعات المغطاة وهي مرحلة عشوائية بحتة لاتعتمد على التفكير.[4]
2. عند ظهور رقم 1 مثلا يعني هذا وجود قنبلة واحدة فقط بجوار هذا المربع.
3. يمكن وضع إشارة عند اماكن الالغام بالضغط على زر الفأرة الأيمن لوضع إشارة لغم وهي على شكل علم براية حمراء
4. في حال لم يكن هناك حلّ منطقي لاماكن وجود الالغام يمكن للاعب وضع إشارة استفهام بالضغط مرتين على مكان اللغم المتوقع..
5. يخسر اللاعب بالضغط على أحد الالغام في اللعبة
6. لا يمكن ان يخسر اللاعب من اوّل خانة يفتحها " أي ان الكمبيوتر يضمن لك ان يكون أول مربع تضغط عليه لفنحه بزر الفارة الايسر ليس لغما "
7. في حال استخدام امر إعادة اللعبة لاعادة لعب نفس اللعبة السابقة فان الخسارة من اوّل خانة تفتح يكون ممكنا
8. تحتوي اللعبة على 3 مستويات، وهي:
9. المبتدئ وتتضمّن 10 الغام
10. المتوسط وتضمن 40 لغما
11. المحترف وتتضمن 99 لغما

## مصدر
1. ↑  tablesaw on February 26, 2007 7:14 PM (26 فبراير 2007). "Column from Tony "Tablesaw" Delgado about puzzle games". Gamesetwatch.com. مؤرشف من الأصل في 2018-10-11. اطلع عليه بتاريخ 2011-06-22.{{استشهاد ويب}}:  صيانة الاستشهاد: أسماء عددية: قائمة المؤلفين (link)
2. ↑  "Arkadium on revamping Solitaire, Mahjong, and Minesweeper for Windows 8 [Interview]". Gamezebo. مؤرشف من الأصل في 2014-04-07. اطلع عليه بتاريخ 2013-08-10.
3. ↑  "The new and updated games of Windows 8". Ars Technica. مؤرشف من الأصل في 2019-05-03. اطلع عليه بتاريخ 2013-08-10.
4. ↑  GameSetWatch COLUMN: 'Beyond Tetris' - Minesweeper نسخة محفوظة 15 مارس 2016 على موقع واي باك مشين.